# ريتشارد ويذ
ريتشارد ويذ هو شخصية أعمال وسياسي نرويجي، ولد في 18 سبتمبر 1846 في ترومسو في النرويج، وتوفي في 9 فبراير 1930 في أوسلو في النرويج. نشط حزبياً في Free-minded Liberal Party ‏. وقد انتخب عضو برلمان النرويج ‏ عن دائرة  خلال فترته النيابية ‏ (1910 – 1912).